# Christina’s World

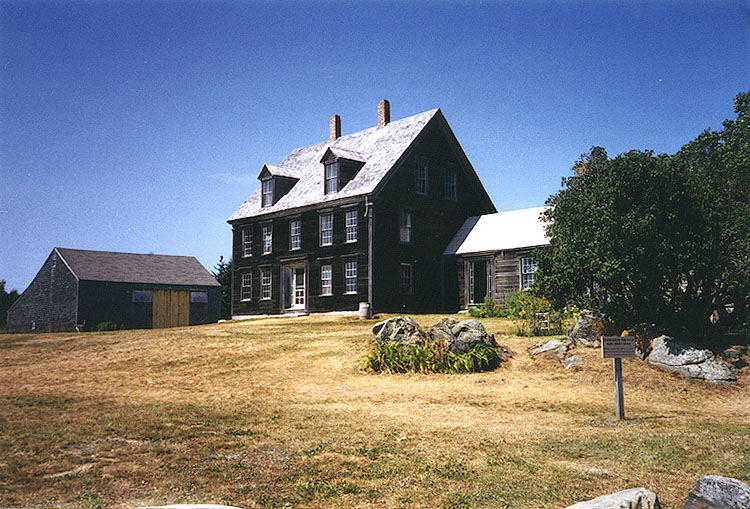
Das Olson-Haus in Cushing (1995)

Christina’s World ist ein 1948 entstandenes Gemälde von Andrew Wyeth und heute eines der bekanntesten Werke der US-amerikanischen Malerei des 20. Jahrhunderts. Es zeigt eine Frau, die auf einem Feld liegt und auf ein graues Haus am Horizont schaut.
Das in Tempera in realistischem Stil ausgeführte Werk zählt zum Magischen Realismus und befindet sich in den Sammlungen des Museum of Modern Art in New York.

## Hintergrund
Die auf dem Bild dargestellte Frau ist Anna Christina Olson (1893–1968). Sie wohnte bei ihrem Bruder Alvaro Olson (1894–1967), der in Cushing im US-Bundesstaat Maine ein Bauernhaus besaß und Landwirtschaft betrieb. Sie litt wahrscheinlich an Morbus Charcot-Marie-Tooth, einer unheilbaren neurologischen Erkrankung, die zu einem zunehmenden Muskelschwund führt.
Wyeth besaß in der Nähe ein Sommerhaus und sah sie häufig. Das eigentliche Modell für das Gemälde war jedoch Wyeths Frau Betsy. Das im Hintergrund zu sehende Haus, das heute als Olson-Haus bekannt ist, ist für die Öffentlichkeit zugänglich und wird vom Farnsworth Art Museum in Rockland (Maine) betrieben. Als National Historic Landmark wurde es vor einigen Jahren so restauriert, dass es dem Aussehen auf dem Gemälde entspricht.

## Rezeption und Geschichte
Christina’s World wurde zuerst 1948 in der Macbeth Gallery in Manhattan ausgestellt. Obwohl es von der Kritik nur wenig beachtet wurde, kaufte es Alfred Barr, der Gründungsdirektor des Museum of Modern Art, für 1.800 US-Dollar. In den folgenden Jahren wurde das Werk rasch populär.

## Rezeption in der Musik
Christina’s World ist der Titel eines melancholischen, vom Jazz inspirierten Klavierstücks auf dem Album Mia Brentano’s Hidden Sea. 20 Songs for 2 Pianos, gespielt von Benyamin Nuss & Max Nyberg (2018).
Auf dem Album Ting der niederländischen Band Nits findet sich der Titel Christine's World, einer von vielen Songs der Band über Werke der bildenden Kunst.